# Janovičky (Heřmánkovice)
Janovičky, dříve nazývané též Janovice nebo Janovice u Heřmanic (německy Johannesberg), je osada v Javořích horách v okrese Náchod, dnes je součástí obce Heřmánkovice.

## Historie
Janovičky byly založeny v roce 1560 Johanem von Chotow, opatem benediktýnského kláštera v Broumově. Osada vznikala podél obchodní cesty vedoucí do Svídnice. Prvními osadníky byli zemědělci s malou výměrou zemědělské půdy tzv. zahradníci. Polnosti se rozkládaly až k polským hranicím.
Do roku 1945 zde žilo převážně obyvatelstvo německé národnosti.

## Kostel svatého Jana Křtitele
V roce 1672 byl v Janovičkách založen dřevěný kostel opatem Thomasem Sartoriem. Dřevo na kostel bylo použito ze starého dřevěného kostela v Heřmánkovicích. Kostel byl zasvěcen svatému Janu Křtiteli 7. května 1673 jeho zakladatelem. U kostela byl 4. září 1673 založen hřbitov. V roce 1726 za opata Otmara Zinkeho bylo ke kostelu přistavěno zděné barokní křídlo a v roce 1858 k vnější zdi přistavěny čtyři opěráky. V roce 1961 bylo upuštěno od památkové ochrany a v roce 1964 z důvodů zchátralosti byl zbořen.

## Doprava
Osadou Janovičky vede silnice druhé třídy II/303 Náchod–Hronov–Police nad Metují–Broumov–Janovičky (státní hranice).

## Zajímavosti
- příroda Javořích hor
- lyžařské vleky a terény, menší lyžařské středisko
- Osadou vede  cyklostezka 4501 a  modrá turistická stezka[8]

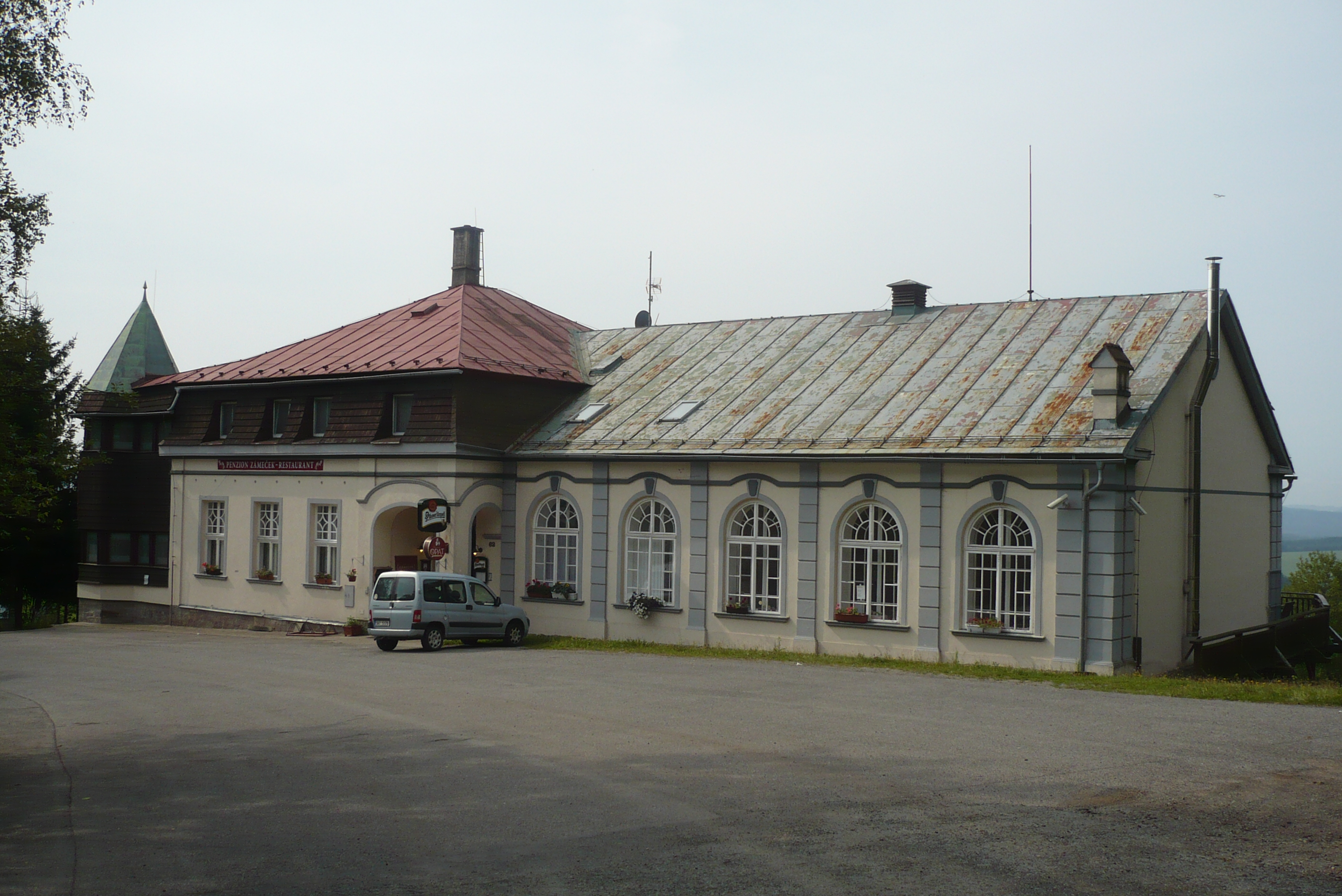
Penzion Zámeček
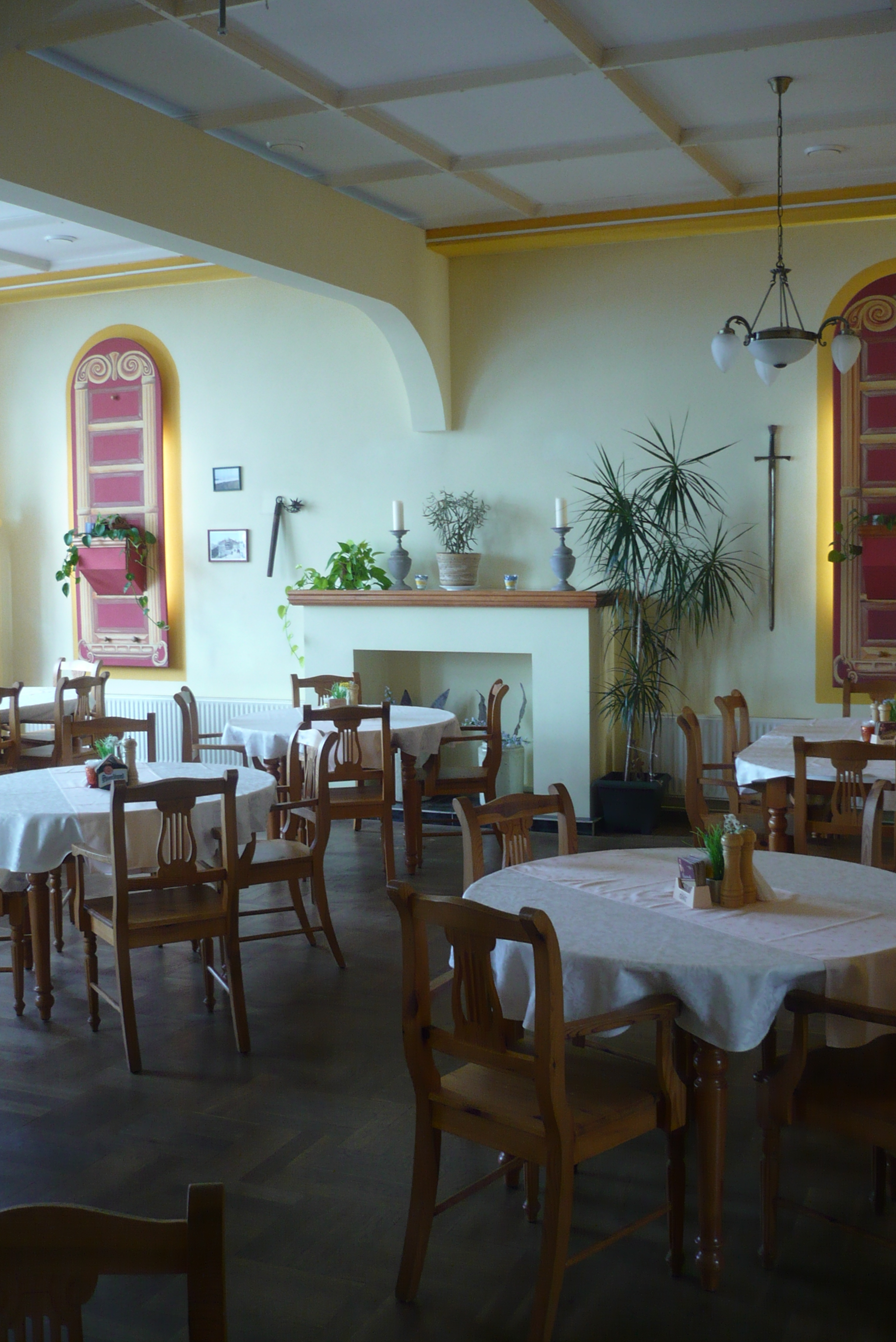
Penzion Zámeček
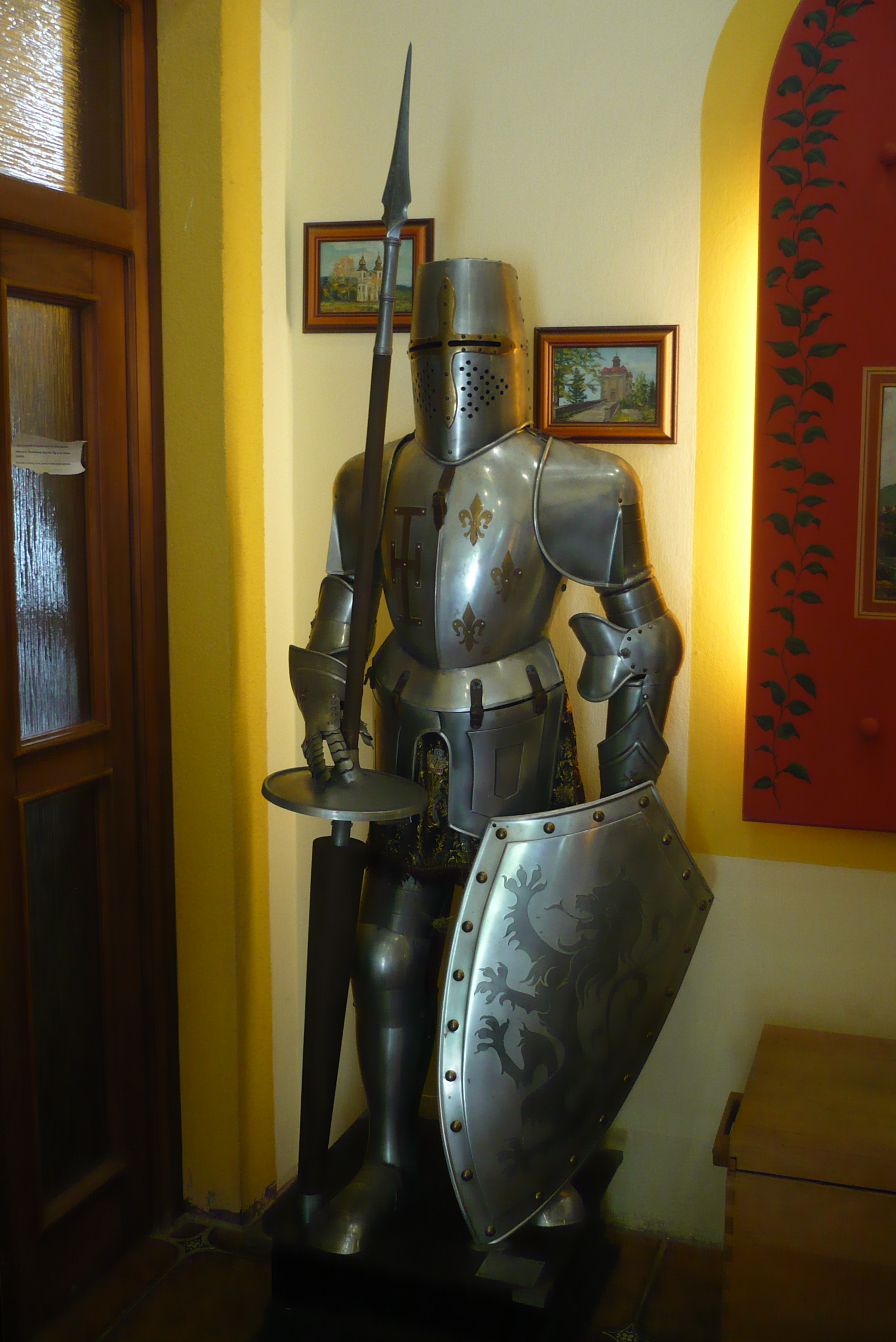
Penzion Zámeček
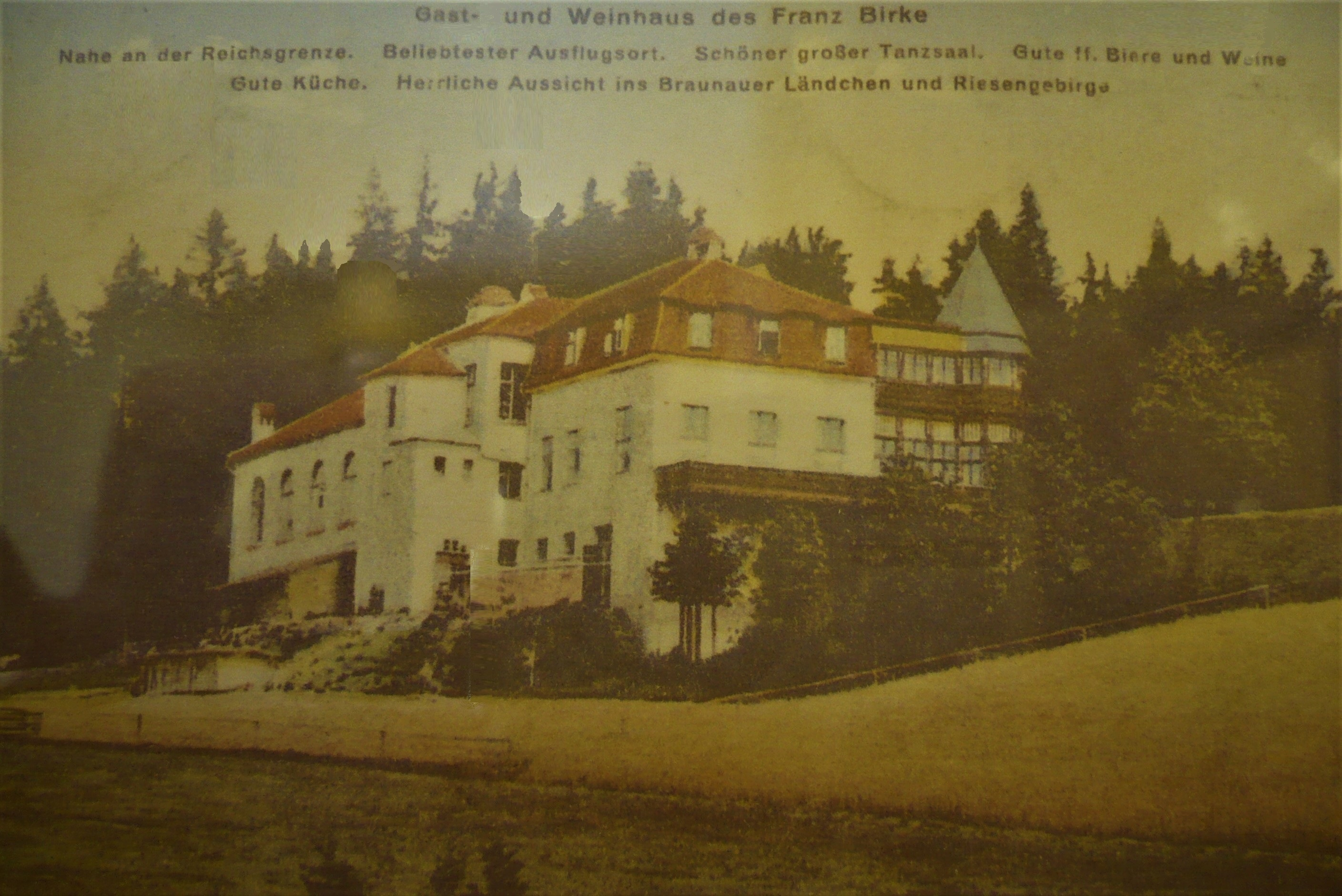
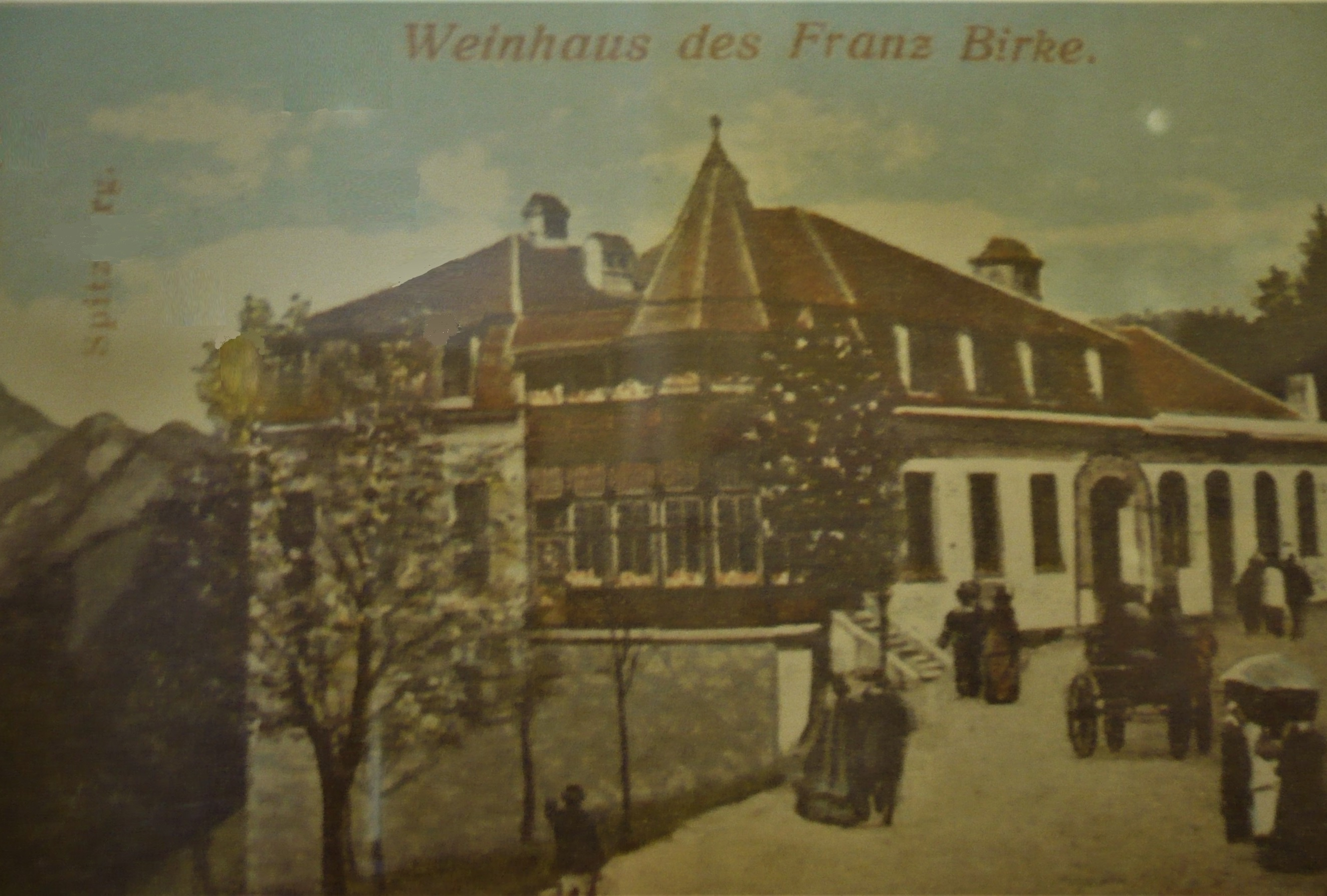
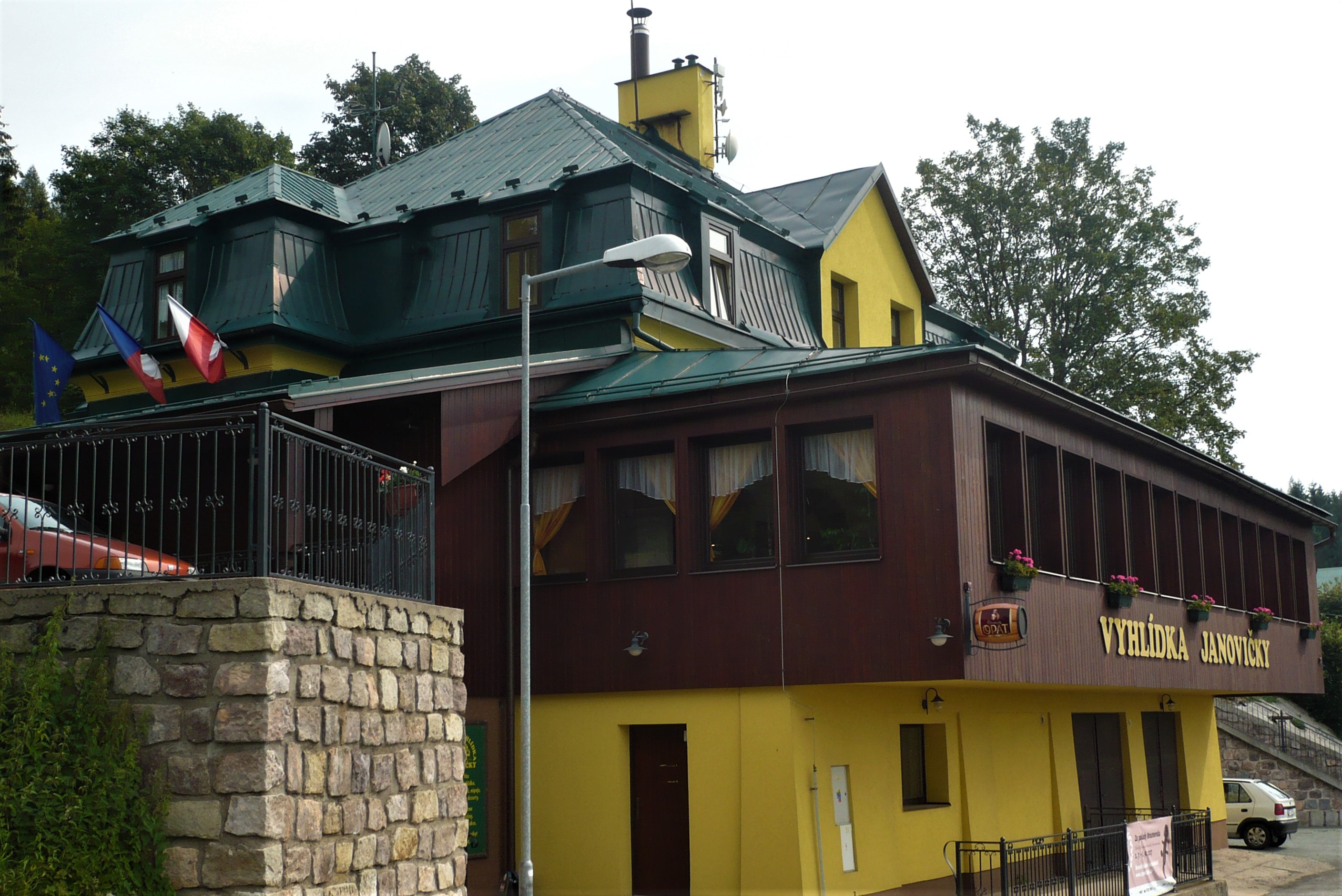
Vyhlidka Janovičky